# Andělika lékařská

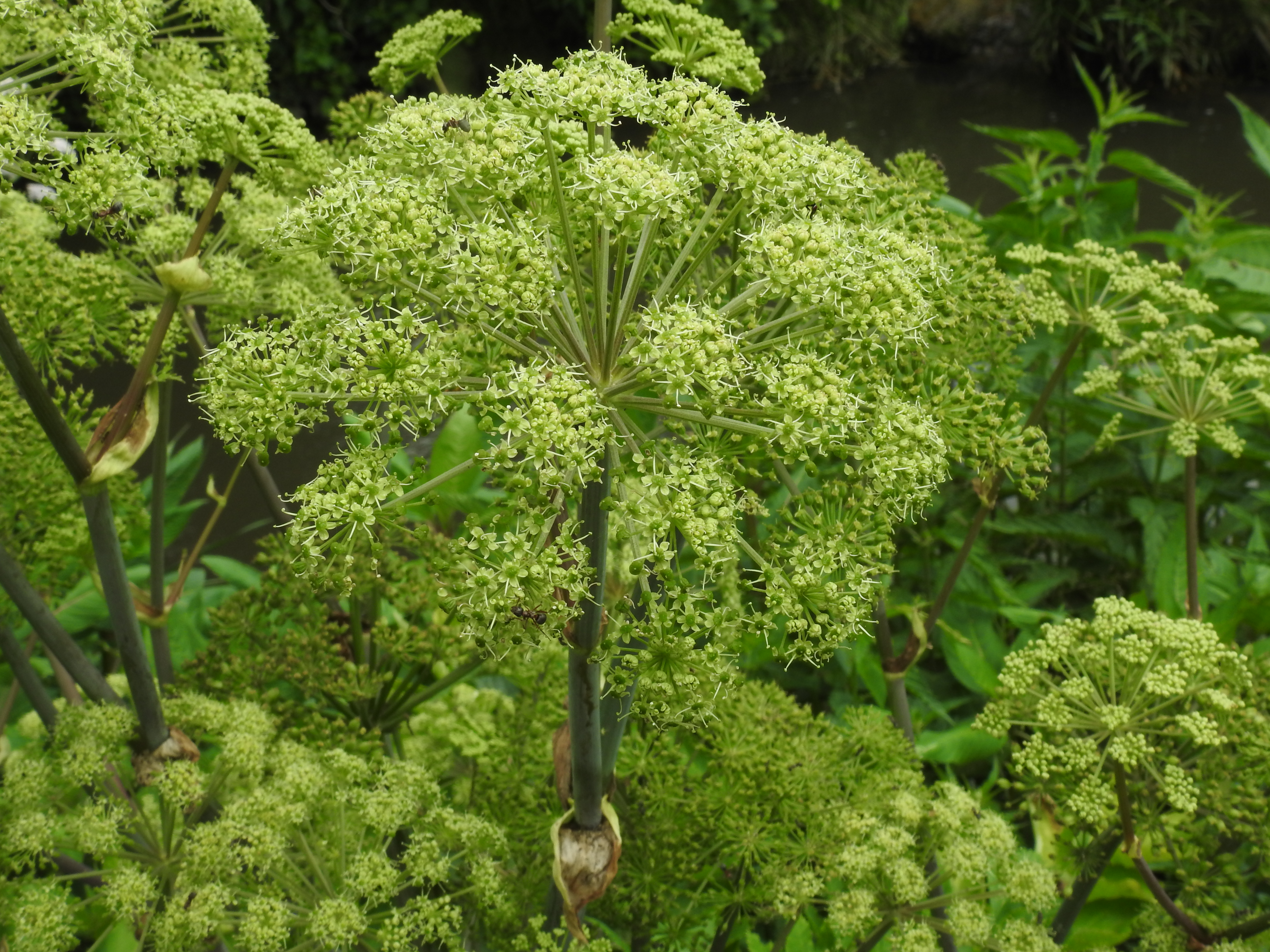
Andělika lékařská

Andělika lékařská (Archangelica officinalis, syn. Angelica archangelica), nazývaná též děhel lékařský, je dvouletá až víceletá mohutná bylina z čeledi miříkovitých. Botanický název Archangelica je odvozen z latinského archangelus = archanděl.

## Synonyma
- Angelica archangelica

## Popis
- Andělika má řepovitý oddenek s hnědými kořeny. V prvním roce vytváří bohatou růžici přízemních listů, v druhém, třetím a čtvrtém roce kvete.
- Stonek dorůstá výšky až 250 cm.
- Květenství tvoří velké polokulovité složené okolíky majícími průměr 10–15 cm. Jednotlivý okolík se skládá ze 14 až 40 hustých menších okolíčků s obalíčky.
- Drobné květy mají zelenavě bílou nažloutlou nebo narůžovělou pětičetnou korunu. Květy jsou oboupohlavné.
- Plodem je nažloutlá široce eliptická dvojnažka s třemi hřbetními a dvěma postranními, v křídla rozšířenými žebry.
- Kvete od července do poloviny srpna. Nejlépe se jí daří v teplých humózních půdách.
- Plody přináší jen jednou, pak odumírá.

## Pěstování
V některých zemích je i pěstována (např. v Německu), přičemž vyžaduje hlubokou, vlhčí, humózní půdu. Rozmnožuje se semeny, která ale brzy po dozrání ztrácejí klíčivost a vyžadují promrznutí a světlo, aby vyklíčila. Proto je vyséváme na podzim nebo brzy na jaře, a to bez zahrnování. Vzhledem ke svému mohutnému vzrůstu vyžaduje časté hnojení. V prvním roce se vyvíjí jen malá listová růžice, ve druhém velké listy, dlouhá dutá rýhovaná lodyha s velkými okolíky zelenobílých květů.

## Zpracování
Jako koření se nejčastěji používají zralá semena, která se vydrolují z usušených okolíků, nebo na podzim dobývaný oddenek velikosti dětské pěsti, z něhož vyrůstají až 30 cm dlouhé vedlejší kořeny. Ty se splétají v cop okolo oddenku a suší pomalu při teplotě nepřesahující 35 až 40 °C (siličná droga). Sušení je velmi zdlouhavé. Vedle éterického oleje obsahují kořeny a plody hořčiny, pryskyřici a jiné látky. Při zpracování kořene je nutno brát v úvahu, že citlivým lidem vyvolává na rukou puchýře, a to zvláště při práci na slunci (fotodermakózy).

## Stanoviště
Ve volné přírodě se s ní lze setkat v podhůří zejména v teplých humózních půdách.

## Areál rozšíření
Původní areál výskytu zahrnoval severovýchodní části Evropy, Skandinávii, Island, Grónsko; původní areál sahá zhruba od východního Německa po Ural. Dříve se často pěstovala jako léčivka a na mnoha místech zplaněla, proto dnes roste na mnohde i mimo své původní areály. Do střední Evropy, kde zdomácněla, se dostala ze Skandinávie ve 14. století.

## Výskyt
Roste v Evropě a v severní Asii. V některých zemích se pěstuje.

## Výskyt v Česku
V Česku se mezi původní místa výskytu počítají pouze Krkonoše, na ostatních místech je pravděpodobně zplanělá. Vyskytuje se v ostatních pohořích i v nížinách, zejména u řek, u lesních potoků a na vlhkých loukách.

## Použití
Andělika lékařská je významnou léčivou rostlinou používanou již od středověku. Všechny části rostliny mají silně aromatickou vůni a ostrou, nahořklou chuť. Jako koření se nejčastěji používají zralá semena. Jako léčivá droga se používá kořen s oddenkem a to nejčastěji ve formě prášku či macerátu. Jako koření se přidávají do polévek, omáček a salátů. Ve středověku byl kořen užíván jako zvláště dobrý prostředek k odstraňování jedu z lidského těla. Mladé lodyhy, nakrájené na kolečka a nasycené horkým cukrovým sirupem, jsou chutnou ozdobou dortů.
Využívá se zejména v oblasti problémů s trávením: tlumí nadýmání, při hnilobné i kvasné dyspepsii, při nechutenství, zahlenění dýchacích cest a při žaludeční neuróze. Díky těmto vlastnostem bývá součástí žaludečních likérů z kořenů anděliky (chartreuse, benediktýnka). Působí také jako expektorans. Zevně jako antirevmatikum. Vnitřně v odvaru působí na nervovou soustavu, dále jako stomachikum a karminativum a má protikřečový účinek. Při zánětu ústní dutiny se užívá jako kloktadlo. Při hysterii a lehce zvýšené nervové vzrušivosti se používá jako přísada do koupele.

### Rizika
Ing. Jiří Janča, CSc., a Josef Antonín Zentrich v knize Herbář léčivých rostlin nedoporučují léčbu andělikou lékařskou při zánětech ledvin a při vředových chorobách trávicího ústrojí. Při dlouhodobém užívání je nutné vyvarovat se pobytu na slunci, obsažené furanokumariny způsobují záněty kůže.

### Způsob užití
- Odvar: Přidejte půl čajové lžičky řezaného kořene do 1 sklenice studené vody. Pozvolna uveďte do varu a nechte několik minut vyluhovat. Denně vypijte 1–2 šálky čaje.
- Koupel: Použije se 200 g kořene.

## Účinné látky
Obsahuje silice, hořčiny, třísloviny, organické kyseliny, cukry a jiné látky.